# Meri Deal
María Inés Deal Herrán (Montevideo, 22 de noviembre de 1996), conocida artísticamente como Meri Deal, es una cantante y compositora uruguaya, que cobró notoriedad por ser vocalista de la banda de cumbia pop, Toco Para Vos.

## Biografía
Nació en Montevideo en 1996, como hija de Juan Manuel Deal y Mariana Herrán. Tiene dos hermanos mayores, Juan y Pedro. Criada en la localidad de El Pinar, Departamento de Canelones, cursó sus estudios en The British Schools ubicado en el barrio montevideano de Carrasco.
En 2013, mientras todavía cursaba sus estudios de bachillerato, se sumó en el rol de vocalista a la recién creada banda de cumbia pop Toco Para Vos, por invitación de su primo Bautista Mascia. El grupo saltó a la fama con el lanzamiento de sencillos como «Hasta la luna», «Solo necesito» y «De vez en cuando», que obtuvieron amplia difusión tanto en Uruguay como en varios países de América Latina. En 2015, la banda firmó con la discográfica Warner Music. Asimismo, realizaron presentaciones en países como Argentina, Chile y Paraguay.
En febrero de 2019 lanzó su carrera como solista, al cantar canciones de su autoría como telonera del concierto de Ed Sheeran en el Estadio Centenario de Montevideo, en el marco de la gira ÷ Tour. Un año más tarde, en marzo de 2020 fue telonera de los conciertos de Backstreet Boys y Maroon 5. En enero de 2021, después de una pausa de dos años, Toco Para Vos se reunió y lanzó «Se Picó», junto a los cantantes uruguayos El Reja y Marka Akme. En agosto de ese año, Deal presentó su primer sencillo como solista, «11 con 11» tras firmar con el sello Warner Music México, y que le valió una nominación al Premio Graffiti al Mejor Single Pop.En septiembre se trasladó a Miami para rodar el videoclip de su sencillo «Te Beso Yo», con colaboración del cantautor colombiano Morelli.
En julio de 2022 lanzó su tercer sencillo, «Mierda Te Quiero», junto con un videoclip rodado en Buenos Aires. Un més más tarde, lanzó «No Te Culpo». En octubre de 2022 se presentó como telonera del concierto de Tini Stoessel en Montevideo, y lanzó el sencillo «Reloj de Arena», que combina los géneros pop latino y funk. En noviembre dio a conocer el tema de pop urbano «Cosa Bella», y su videoclip rodado en las playas de La Paz, Baja California Sur.
En junio de 2023 lanzó Amores náufragos su primer disco como solista, con una presentación en vivo en el recinto Lunario del Auditorio Nacional en la Ciudad de México. El disco, que contiene 13 sencillos, abarca diferentes géneros musicales como el pop latino, el denbow, la balada romántica y el reguetón. Asimismo lanzó los temas «Me Gusta» y «Más de Dos, este último con la colaboración de los cantantes SAIBU y Juan Vegas. En diciembre de 2023 presentó, junto a Marka Akme y Lil Cake, el remix de «Solo necesito», una de los sencillos más populares de Toco Para Vos.
En marzo de 2024, Deal volvió a presentarse en el Estadio Centenario de Montevideo, como telonera del concierto de Luis Miguel. En junio de ese año firmó con la discográfica Universal Music México y lanzó «Hora de embarcar».Ha trabajado con Martín Buscaglia como productor. El 8 de agosto de 2024 lanzó el sencillo «El no es tú». El 17 de diciembre de 2024 colaboró con su primo Bautista Mascia en el remix de la canción «Hasta la Luna» de Toco Para Vos, a 10 años del lanzamiento de la versión original.
El 16 de enero de 2025, Deal lanzó el sencillo «La Cuenta», funcionando los géneros pop y ranchera. A inicios de marzo de marzo presentó «A kilómetros de casa».

## Discografía

### Con Toco Para Vos
- 2016: #TocoParaVos

### Como Solista
- 2023: Amores náufragos